# Opus Dei (album)
Pour les articles homonymes, voir Opus Dei (homonymie).
Albums de Laibach
The Occupied Europe Tour 1985
(1986) Krst pod Triglavom
(1987)
Opus Dei est un album de Laibach, sorti le 23 mars 1987.

## Historique
Opus Dei est le premier album de Laibach publié par le label anglais Mute, peu après la signature du groupe en 1986. Il s'agissait pour Laibach de s'offrir les moyens de diffuser plus largement sa musique.
« Nous avions une stratégie très claire dans les années 80. Nous savions que nous devions signer pour l'un des labels indépendants importants en Grande-Bretagne si nous voulions faire quelque chose à plus grande échelle en Europe et dans le monde. Mute était vraiment la cible principale pour nous et nous avons finalement signé en 1986. Pour notre premier album sur Mute, nous voulions faire quelque chose qui était un peu plus compréhensible, pas quelque chose de purement industriel. »
Enregistrant l'album au studio Tivoli, le groupe fait la connaissance de Slavko Avsenik Jr. qui devient un collaborateur récurrent. Laibach va développer en sa compagnie les parties les plus orchestrales de ses futures créations.
Deux reprises différentes du morceau « Live Is Life » du groupe autrichien Opus sont présentes sur Opus Dei. La première est une version chantée en allemand, « Leben heißt Leben », et l'autre, « Opus Dei », en anglais. Laibach reprend aussi en langue allemande un titre de Queen, « One Vision », pour l'occasion renommé « Geburt einer Nation ». L'album se conclut par le morceau « The Great Seal », hymne de la micronation NSK.

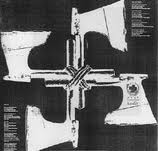
Insert LP d'Opus Dei (inspiré de « Sang et Fer » de John Heartfield)

La version CD d'Opus Dei comprend en plus 4 morceaux provenant de l'album Krst pod Triglavom - Baptism sorti en 1987 : « Herz-Felde », « Jägerspiel », « Koža (Skin) » et « Krst (Baptism) ».
Opus Dei fait partie des 1001 Albums You Must Hear Before You Die. En décembre 2009, le magazine britannique Classic Rock considère que Opus Dei est l'un des cinq meilleurs album de rock industriel.

### Vidéos
Pour accompagner Opus Dei, deux vidéo promotionnelles sont tournées en Slovénie et réalisées par Daniel Landin. Si « Opus Dei » présente le groupe au milieu de montagnes arborées, « Geiburt einer Nation » est plus théâtrale et brutale. Cette dernière comprend des scènes tournées au Cankarjev dom, centre culturel à Ljubljana, et des extraits de la pièce Krst pod Triglavom.

## Liste des titres

### Version LP
| A1. | Leben heißt Leben (Live Is Life) | Opus    | 5:28 |
| A2. | Geburt einer Nation (One Vision) | Queen   | 4:22 |
| A3. | Leben - Tod                      | Laibach | 3:58 |
| A4. | F.I.A.T.                         | Laibach | 5:13 |

| B1. | Opus Dei (Live Is Life) | Opus    | 5:04 |
| B2. | Trans-National          | Laibach | 4:28 |
| B3. | How the West Was Won    | Laibach | 4:26 |
| B4. | The Great Seal          | Laibach | 4:16 |

### Version CD
| No  | Titre                | Auteur  | Durée |
| --- | -------------------- | ------- | ----- |
| 1.  | Leben heißt Leben    | Opus    | 5:28  |
| 2.  | Geburt einer Nation  | Queen   | 4:19  |
| 3.  | Leben - Tod          | Laibach | 3:56  |
| 4.  | F.I.A.T.             | Laibach | 5:10  |
| 5.  | Opus Dei             | Opus    | 5:01  |
| 6.  | Trans-National       | Laibach | 4:26  |
| 7.  | How the West Was Won | Laibach | 4:24  |
| 8.  | The Great Seal       | Laibach | 4:15  |
| 9.  | Herz-Felde           | Laibach | 4:46  |
| 10. | Jägerspiel           | Laibach | 7:23  |
| 11. | Koža (Skin)          | Laibach | 3:51  |
| 12. | Krst (Baptism)       | Laibach | 5:41  |

## Crédits

### Enregistrement et production
- Janez Križaj - enregistrement
- Rico Conning - production

### Conception graphique
- Laibach Kunst - conception graphique
- Slim Smith - maquette
- Monica Curtin - photographie

## Versions
| Type | Label                        | Référence          | Année | Pays                   |
| ---- | ---------------------------- | ------------------ | ----- | ---------------------- |
| LP   | Mute Records                 | STUMM 44           | 1987  | Royaume-Uni, Allemagne |
| LP   | Mute Records                 | 70531              | 1987  | France                 |
| LP   | Mute Records                 | 670.4015           | 1987  | Brésil                 |
| LP   | Virgin Records, Mute Records | VG 50274, Stumm 44 | 1987  | Grêce                  |
| LP   | ZKP RTVL                     | LL 1565            | 1987  | Yougoslavie            |
| LP   | Mute Records                 | ALI-28082          | 1988  | Japon                  |
| CD   | Mute Records                 | CD STUMM 44        | 1987  | Royaume-Uni            |
| CD   | Mute Records                 | INT 846.857        | 1987  | Allemagne              |
| CD   | Wax Trax! Records            | WAXCD 030          | 1987  | USA                    |
| CD   | Mute Records                 | 32XB-219           | 1988  | Japon                  |
| K7   | ZKP RTVL                     | KL 1565            | 1987  | Yougoslavie            |
| K7   | Mute Records, WEA            | 455.002, 767.4015  | 1987  | Brésil                 |
| K7   | Wax Trax! Records            | WAXCS 030          | 1987  | USA                    |